# Bourgogne, Marne

Bourgogne este o comună în departamentul Marne, Franța. În 2009 avea o populație de 1,026 de locuitori.